# Джанкойський краєзнавчий музей
Джанкойський краєзнавчий музей — краєзнавчий музей у місті Джанкой та селі Побєдне (АРК, Україна); зібрання матеріалів та об'єктів з історичного та культурного розвитку Джанкойського району та про персоналії, які з ним пов'язані. Музей є культурно-освітньою та науково-дослідною установою, основне призначення якої полягає у вивченні, збереженні і використанні пам’яток природи, матеріальної і духовної культури, популяризації здобутків національної і світової історико-культурної спадщини.

## Історія
1968 року в Джанкої було відкрито Історико-краєзнавчий музей. Його засновником і першим завідувачем був П. Воропаєв. На початку 1990-х років музей було закрито, і більша частина його колекції не збереглася. 
1997 року в будинку культури села Побєдне Джанкойського району Автономної Республіки Крим було відкрито новий музей, який був підпорядкований районному відділу культури та туризму. 
2015 року окупаційна влада почала відтворювати музей у Джанкої. 

## Експозиції села Побєдне
У музеї села Побєдне представлені відділи: 
- Дореволюційний та постреволюційний період (історія села Тарханлар, що згадується з 1784 року. В експозиції виставлені будьонівка і кавалерійська шабля, комплекс фотографій Ф. Музиченка - командира взводу 30-ї дивізії, що брала участь у штурмі Чонгара, копія телеграми М. Фрунзе про ліквідацію Південного фронту, фотографії перших тракторів СХТЗ і «Фордзон-Путиловець» на полях колгоспу «Гофнунгофельд», предмети побуту);
- Період Другої світової війни (стенди, присвячені партизанському і підпільному руху, історії Джанкойського партизанського загону, очолюваного головою райвиконкому В. Удовицьким, та учасникам Другої світової війни: фотографії односельців, каски і фрагменти боєприпасів, зібрані пошуковими загонами на місцях боїв, солдатська фляжка і похідний казанок, ручна сирена, офіцерська польова сумка);
- Період післявоєнного розвитку (матеріали про Героїв Соціалістичної Праці агрономів В. Краснобаєва (радгосп ім. Тімірязєва), А. Іванов (КАПП «Смарагдовий»), головного агронома ПКГ «Росія» К. Є. Левіна, а також місцевих трудових активістів В. Оліференко, М. Доценко, С. Підтепи, О. Капустинської, Н. Курочкіної);
- Етнографічний (представлено український національний одяг, рушники та вишивка, а також предмети сільського побуту кінця XIX століття);
- Історія будівництва Північно-Кримського каналу.

Зараз у його фондах зберігається 1136 музейних предметів, з яких 800 - оригінальні. Серед експонатів – документи, фотоматеріали. До окупації проводилися тематичні зустрічі, уроки краєзнавства, історії, патріотичного виховання, присвячені Дню захисника Вітчизни, Дню визволення району від німецько-фашистських окупантів, Дню космонавтики, Дню Перемоги, Дню Пам’яті жертв Голодомору та політичних репресій тощо. 

## Експозиції міста Джанкой
В музеї Джанкоя відкрито кілька експозицій: археологічну, етнографічну, дореволюційну, а також експозицію воєнних дій різних історичних періодів і експозицію часів Радянського Союзу. 